# Paramuriceidae
Famille
Les Paramuriceidae constituent une famille de gorgones de l'ordre des Malacalcyonacea.

## Liste des genres
Selon World Register of Marine Species (21 février 2024) :
- Acanthacis Deichmann, 1936
- Acanthogorgia Gray, 1857
- Anthomuricea Studer, 1887
- Astromuricea Germanos, 1895
- Bebryce Philippi, 1842
- Calicogorgia Thomson & Henderson, 1906
- Dentomuricea Grasshoff, 1977
- Discogorgia Kükenthal, 1919
- Echinogorgia Kölliker, 1865
- Echinomuricea Verrill, 1869
- Guaiagorgia Grasshoff & Alderslade, 1997
- Heterogorgia Verrill, 1868
- Imbricacis Matsumoto & van Ofwegen, 2023
- Lapidogorgia Grasshoff, 1999
- Lepidomuricea Kükenthal, 1919
- Lytreia Bayer, 1981
- Menacella Gray, 1870
- Menella Gray, 1870
- Muriceides Wright & Studer, 1889
- Neoacis Matsumoto & van Ofwegen, 2023
- Nestormuricea Ocaña & Correa, 2022
- Paramuricea Kölliker, 1865
- Paraplexaura Kükenthal, 1909
- Placogorgia Wright & Studer, 1889
- Pseudoparacis Matsumoto & van Ofwegen, 2023
- Spinimuricea Grasshoff, 1992
- Thrombophyton McFadden & Hochberg, 2003
- Trimuricea Gordon, 1926
- Villogorgia Duchassaing & Michelloti, 1860

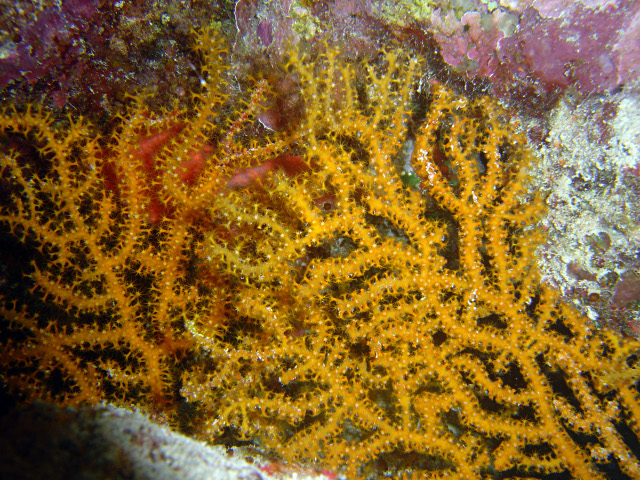
Bebryce sulfurea
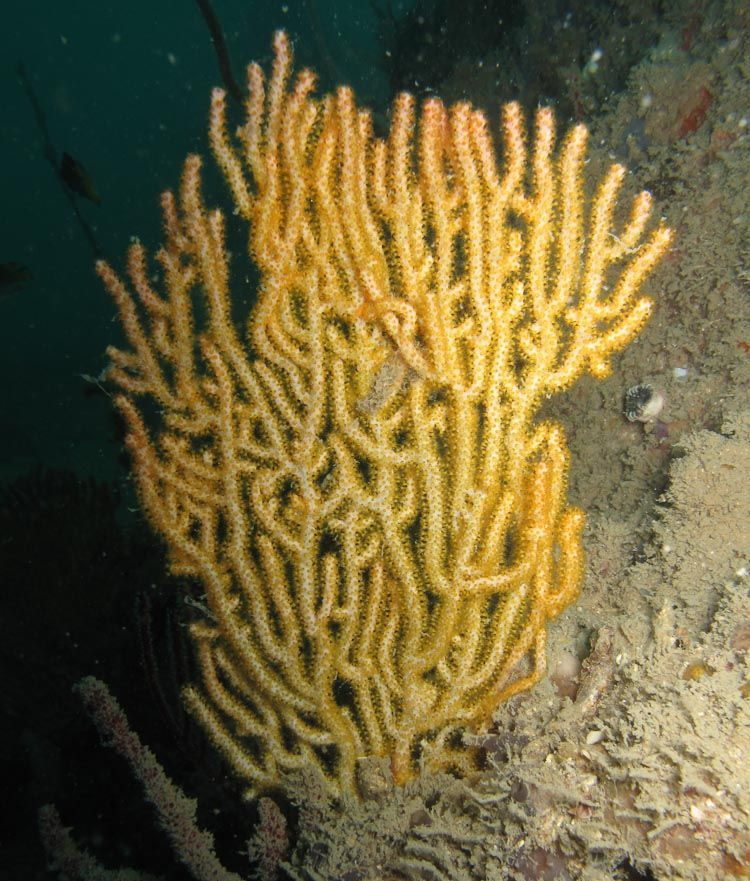
Echinogorgia sp.
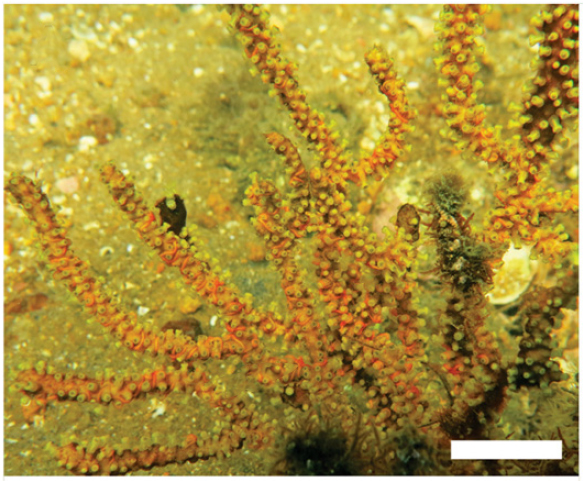
Heterogorgia uatumani
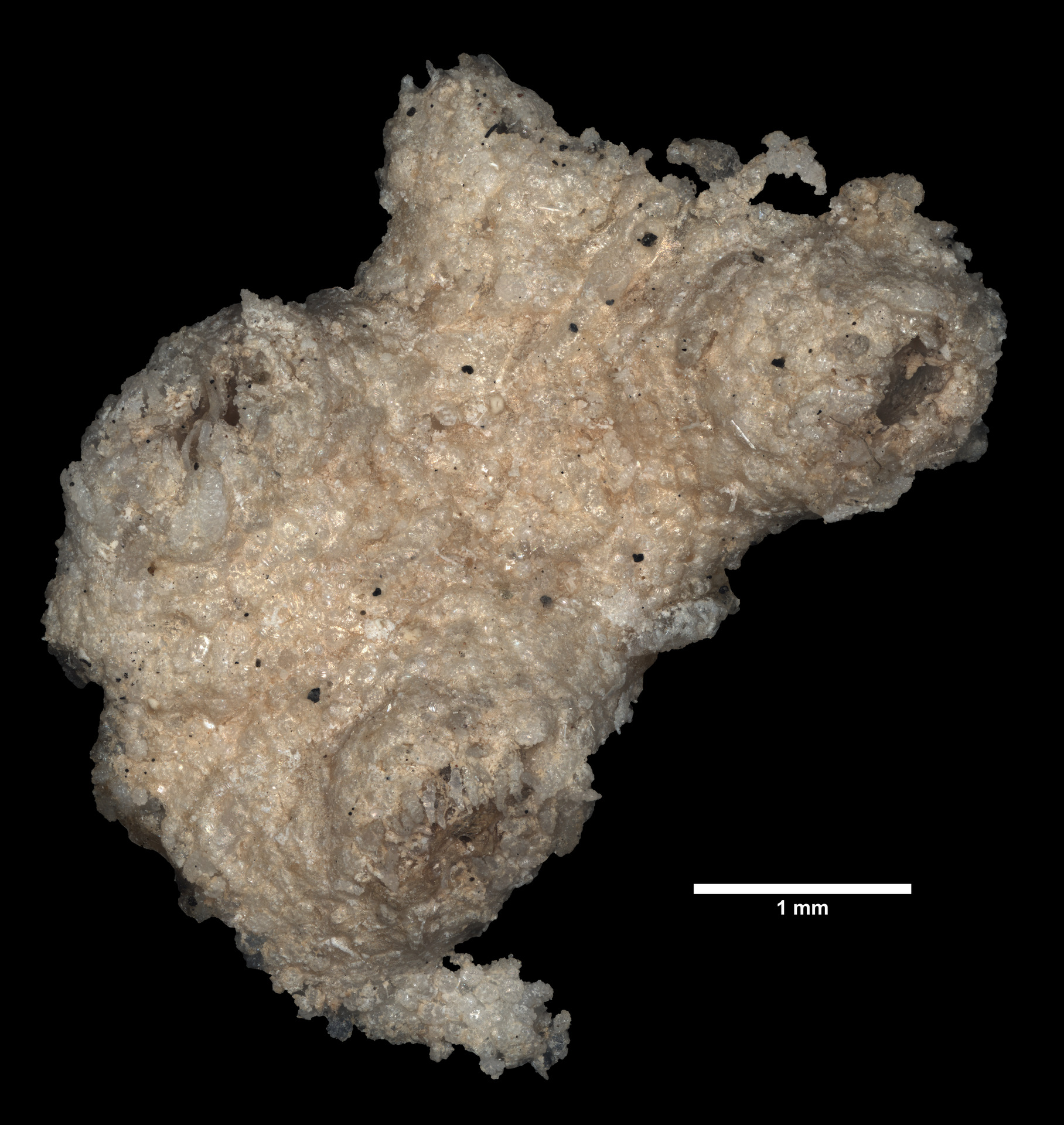
Lytreia plana
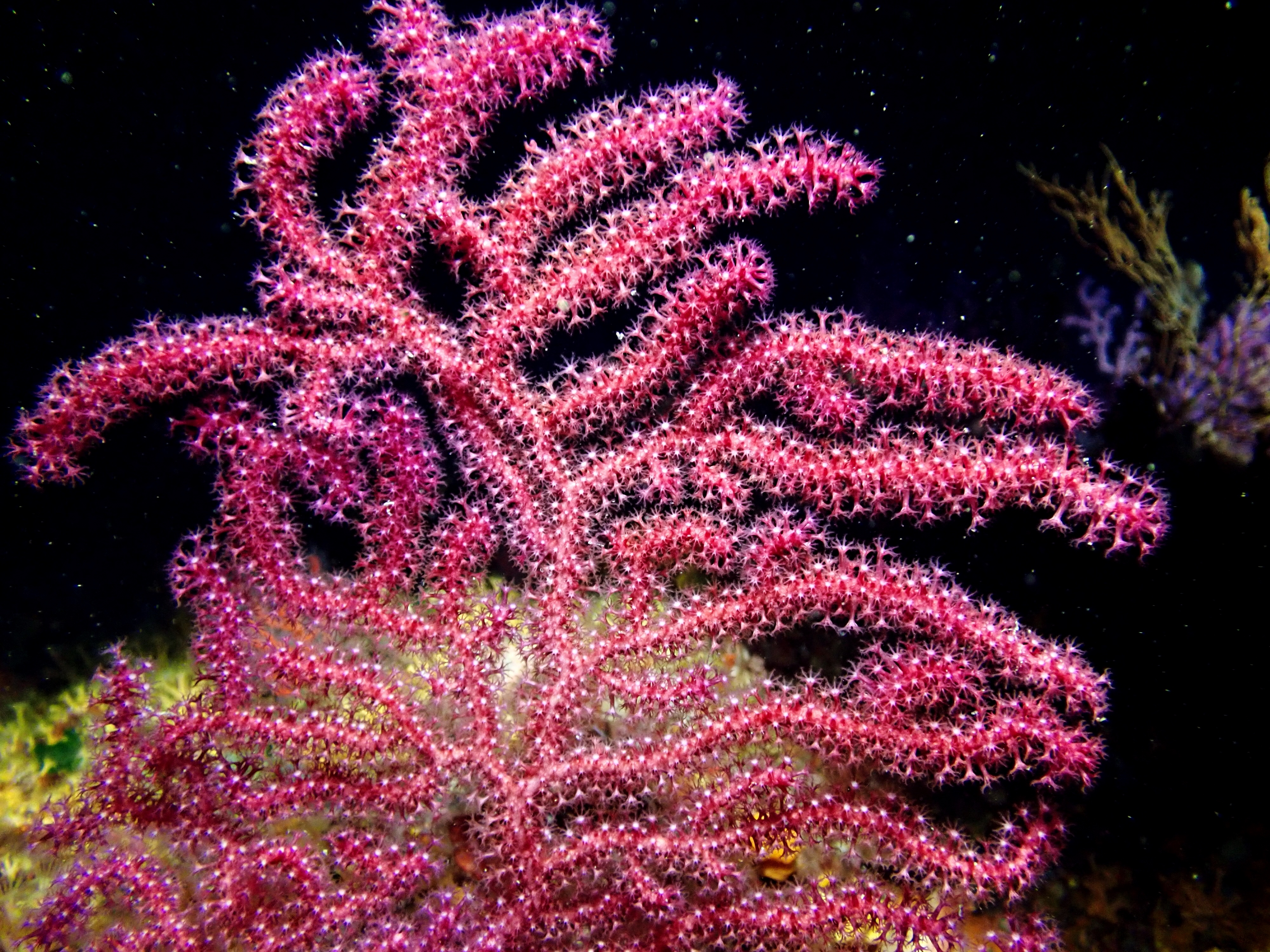
Paramuricea clavata
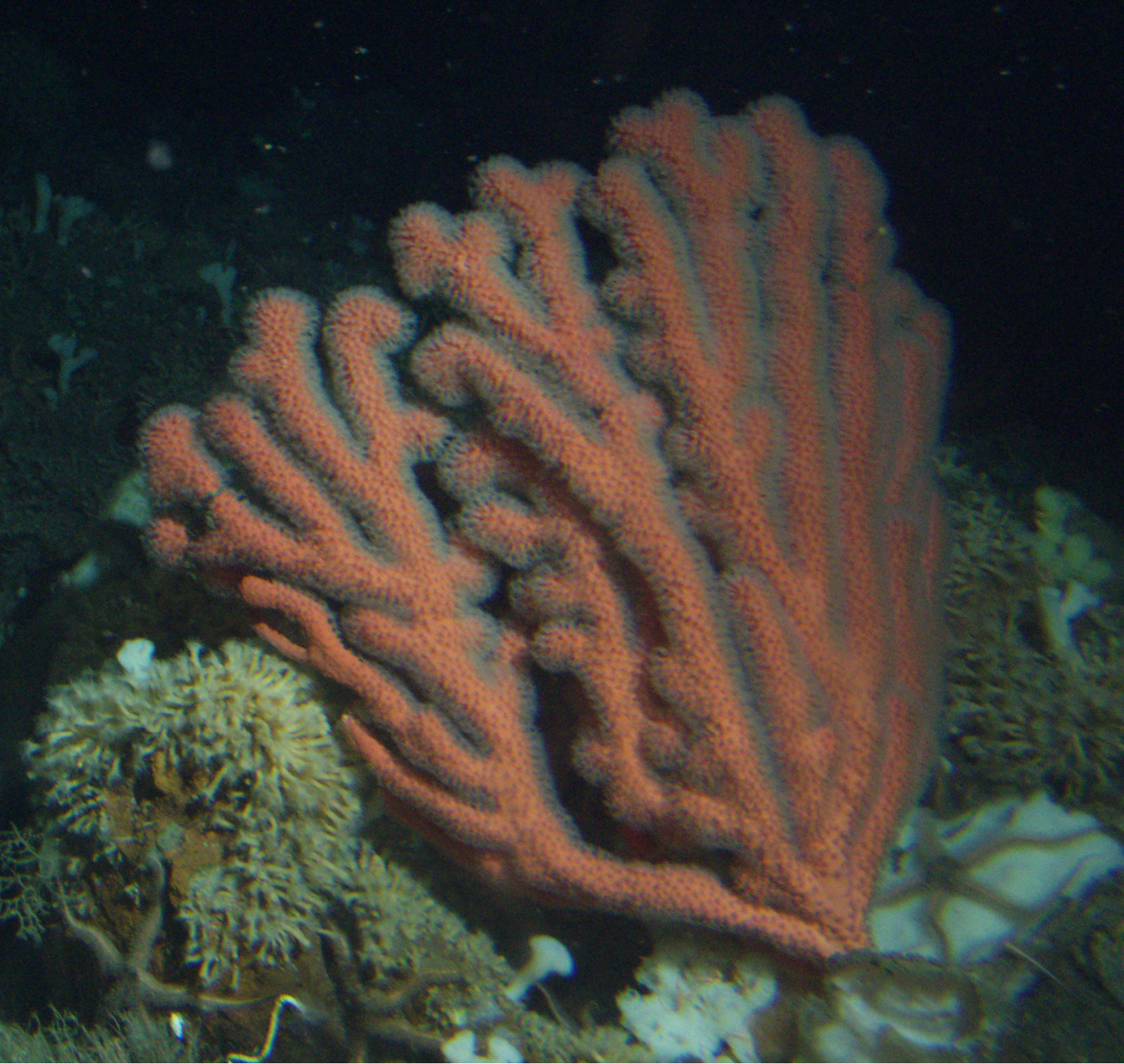
Placogorgia sp.
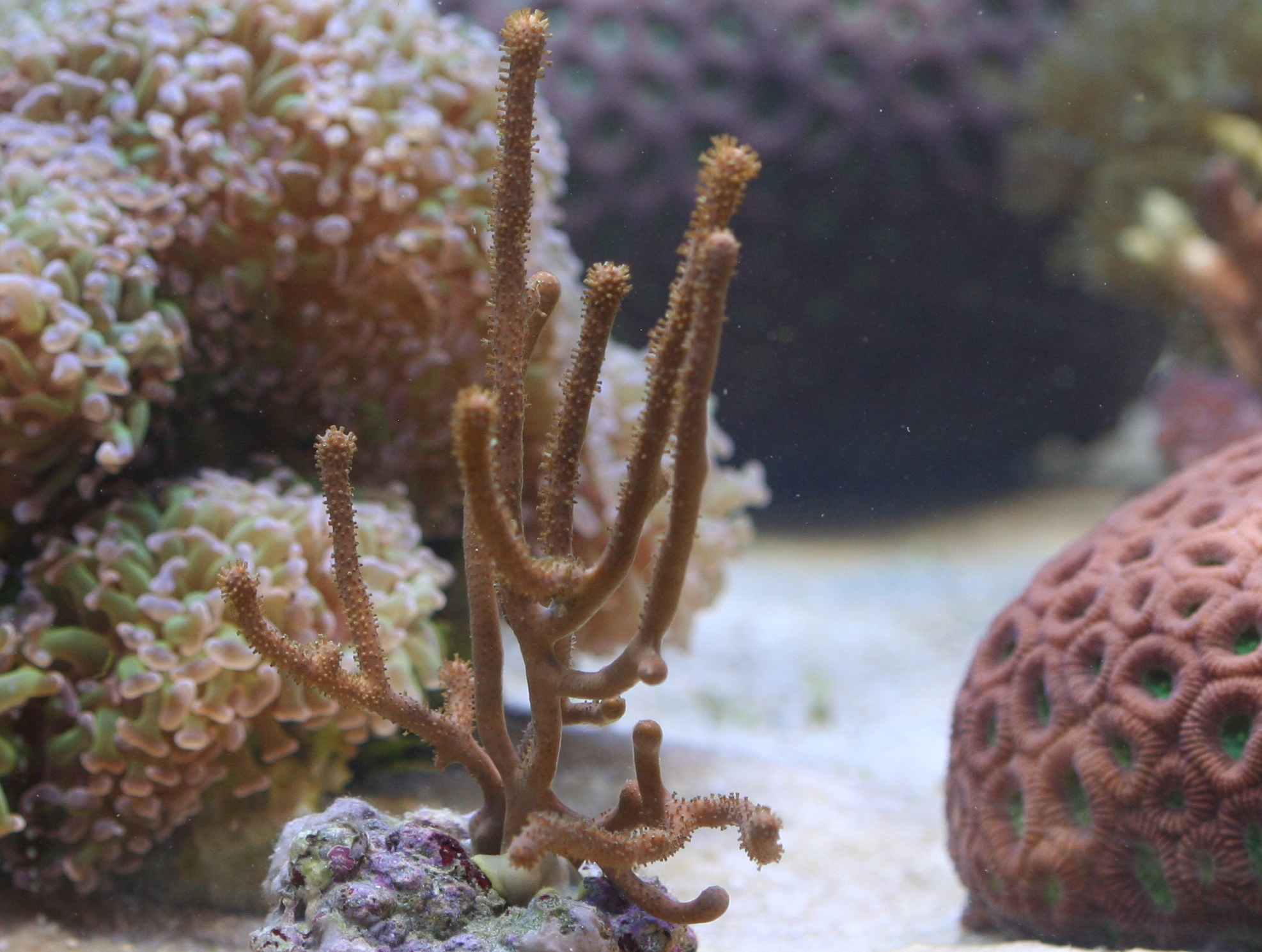
Rumphella aggregata
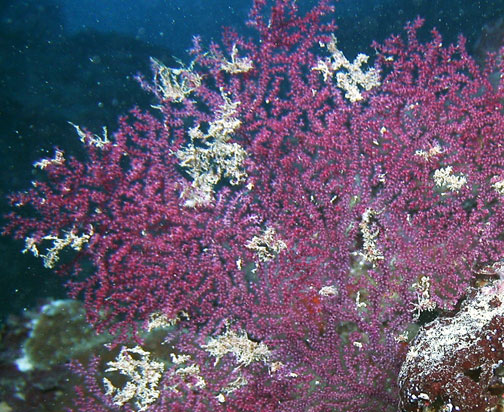
Villogorgia sp.

## Systématique
Le nom valide complet (avec auteur) de ce taxon est Paramuriceidae Bayer, 1956.
Cette famille a longtemps été fondue dans celle des Plexauridae. 
Paramuriceidae a pour synonyme :
- Acanthogorgiidae Gray, 1859